# Holeharalahalli, Honnali
Holeharalahalli là một làng thuộc tehsil Honnali, huyện Davanagere, bang Karnataka, Ấn Độ.